# Synagoga Henocha Frenkela w Łodzi
Synagoga Henocha Frenkela w Łodzi – prywatny dom modlitwy znajdujący się w Łodzi przy ulicy Targowej 10.
Synagoga została zbudowana w 1902 roku z inicjatywy Henocha Frenkela. Mogła ona pomieścić 36 osób. Podczas II wojny światowej Niemcy zdewastowali synagogę.